# Altrier
Altrier (Luxemburgs: Altréier of Op der Schanz) is een plaats in de gemeente Bech en het kanton Echternach in Luxemburg.

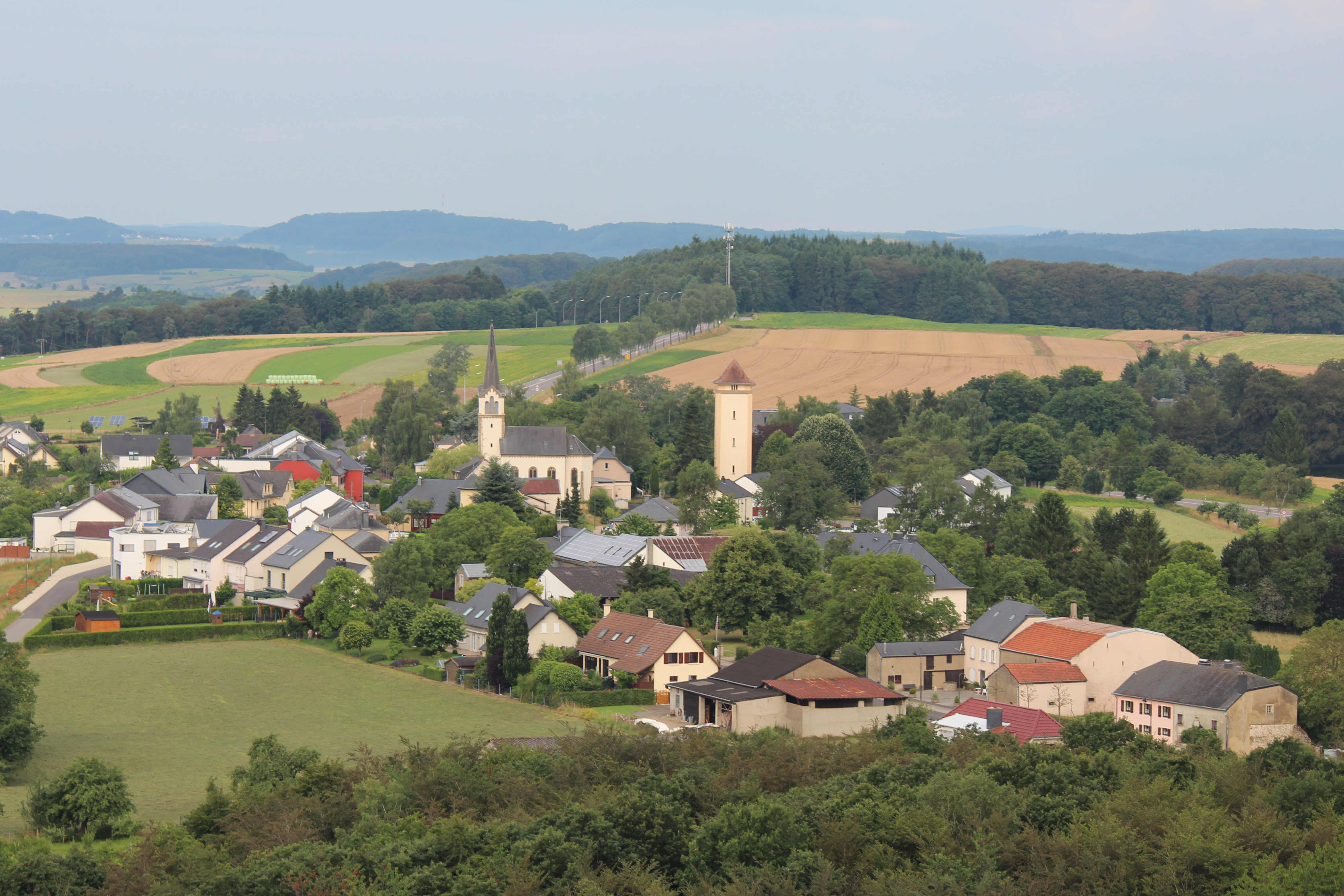
Altrier (2016).

Altrier telt 184 inwoners (2001).